# United Pentecostal Church International
De United Pentecostal Church International is een kerkgenootschap dat ontstaan is in de Verenigde Staten. Het kerkgenootschap in ontstaan in 1945, uit een aantal losse pinkstergemeenten. In dat jaar telde de UPCI circa 900 kerkelijke gemeenten. Het kerkelijke hoofdkwartier is gevestigd in Hazelwood, Missouri. De UPCI staat bekend als een van de Oneness Churches, een groep Apostolische kerken die sterk de nadruk leggen op levensheiliging.
De UPCI gelooft dat de bekering van de mens noodzakelijk is om behouden te worden. Het is noodzakelijk dat een mens gedoopt wordt, waarbij wordt verwezen naar onder meer Johannes 3:5, Handelingen 2:38 en Mattheüs 28:19. De manier van dopen is een volledige onderdompeling in water. Er wordt sterk de nadruk gelegd op levensheiliging. Vrouwen mogen hun haar niet knippen, daarnaast moeten ze jurken of rokken dragen, in plaats van broeken, waarbij naar de bijbel wordt verwezen. Vrouwen en mannen wordt verzocht om zich te kleden in een eerbaar gewaad. Ook het gebruik van make-up en het dragen van sieraden zijn omstreden. Andere omstreden gebruiken zijn het bezitten van televisie, korte broeken bij mannen, het bezoeken van bioscopen, dansen en gemengd zwemmen. 
De indruk wordt daarmee gewekt dat de kerk daarmee verwant is met bijvoorbeeld bevindelijk gereformeerde kerken, echter het verloop van de erediensten is totaal verschillend. Deze diensten zijn zeer levendig met zang, muziek, handopleggingen en tongentaal.
Wereldwijd heeft de kerk in 2011, mede als gevolg van zendingswerkzaamheden 3764 gemeenten in 131 landen, met in totaal circa 1.200.000 leden.

## AndereOneness-kerken
Andere Oneness-kerken zijn:
- Affirming Pentecostal Church International
- Apostolic Assemblies of Christ
- Apostolic Assembly of the Faith in Christ Jesus
- Apostolic Brethren
- Apostolic Church of Pentecost
- Apostolic Gospel Church of Jesus Christ
- Apostolic Overcoming Holy Church of God
- Assemblies of the Lord Jesus Christ
- Bible Way Church of Our Lord Jesus Christ
- Churches of Jesus Christ International
- Church of Our Lord Jesus Christ of the Apostolic Faith
- Pentecostal Assemblies of the World